# Ditka Haberl
Marija Judita ”Ditka” Haberl, född 19 november 1947 i Maribor, är en slovensk sångerska.
Haberl är främst känd för att ha varit sångerska i musikgrupperna Bele Vrane (1967-1974) och Pepel in kri. Tillsammans med den senare representerade hon Jugoslavien i Eurovision Song Contest 1975 i Stockholm med bidraget Dan ljubezni (13:e plats med 22 poäng). Hon deltog även ytterligare tre gånger i den jugoslaviska uttagningen till Eurovision Song Contest; Första gången 1971 då hon tillsammans med Doca Marolt framförde bidraget Pesem za otroka (sista plats). 1973 framförde hon bidraget Mlade oči, men lyckades inte kvalificera sig till final. 1974 framförde hon bidraget Sanjajmo men kvalificerade sig inte heller denna gång till final.
Tillsammans med övriga medlemmar i Pepel in kri samt Miran Rudan deltog Haberl i Eurovision Song Contest 1990 som körsångerska bakom Toto Cutugno. De framförde vinnarbidraget Insieme: 1992.

## Diskografi (i urval)

### Studioalbum
- Dan Ljubezni (1976) – med Pepel in Kri
- Zaljubljena (1979)
- Vse Je Igra (2009)

### Singlar
- Ti In Jaz/Tudi Dež (1971)
- Vila Z Rimskega Zidu (1972)
- Mlade Oči/Nemogoč Sen (1973)
- Izgubil Si Se V Svetovih, Ki Jih Ni/Easy Living (Vse Z Nasmehom) (1973)
- Sanjajmo/Prebolela Bom Vse (1974)
- Pomladni Veter (1975)
- Samo Nasmeh Je Bolj Grenak/Poljubi (1976) – med Ivo Mojzer